# Gopalanahalli, Chiknayakanhalli
Gopalanahalli là một làng thuộc tehsil Chiknayakanhalli, huyện Tumkur, bang Karnataka, Ấn Độ.